# Kanada na Letnich Igrzyskach Olimpijskich 2008
Kanadę na XXIX Letnich Igrzyskach Olimpijskich w Pekinie reprezentowało 332 sportowców w 25 dyscyplinach. Był to 24. start Kanadyjczyków na letnich igrzyskach olimpijskich. 

## Zdobyte medale
| Medal  | Zawodnik | Dyscyplina sportowa | Konkurencja                                |
| ------ | --- | ------------------- | ------------------------------------------ |
| Złoto  | Carol Huynh | Zapasy              | do 48 kg kobiet                            |
| Złoto  | Andrew Byrnes Kyle Hamilton Malcolm Howard Adam Kreek Kevin Light Brian Price (sternik) Ben Rutledge Dominic Sieterle Jake Wetzel | Wioślarstwo         | ósemka mężczyzn                            |
| Złoto  | Eric Lamaze | Jeździectwo         | skoki przez przeszkody indywidualnie       |
| Srebro | David Calder Scott Frandsen | Wioślarstwo         | dwójka bez sternika mężczyzn               |
| Srebro | Karen Cockburn | Gimnastyka          | skoki na trampolinie kobiet                |
| Srebro | Mac Cone Jill Henselwood Eric Lamaze Ian Millar                                                                                   | Jeździectwo         | skoki przez przeszkody drużynowo           |
| Srebro | Simon Whitfield | Triathlon           | mężczyzn                                   |
| Srebro | Jason Burnett | Gimnastyka          | skoki na trampolinie mężczyzn              |
| Srebro | Alexandre Despatie | Skoki do wody       | trampolina 3 m indywidualnie mężczyzn      |
| Srebro | Émilie Heymans | Skoki do wody       | wieża 10 m indywidualnie kobiet            |
| Srebro | Karine Sergerie | Taekwondo           | do 67 kg kobiet                            |
| Srebro | Adam van Koeverden | Kajakarstwo         | K-1 500 m mężczyzn                         |
| Brąz   | Tonya Verbeek | Zapasy              | do 55 kg kobiet                            |
| Brąz   | Ryan Cochrane | Pływanie            | 1500 m stylem dowolnym mężczyzn            |
| Brąz   | Tracy Cameron Melanie Kok | Wioślarstwo         | dwójka podwójna wagi lekkiej kobiet        |
| Brąz   | Iain Brambell Liam Parsons Jon Beare Mike Lewis                                                                                   | Wioślarstwo         | czwórka bez sternika wagi lekkiej mężczyzn |
| Brąz   | Priscilla Lopes-Schliep | Lekkoatletyka       | bieg na 100 m przez płotki kobiet          |
| Brąz   | Thomas Hall | Kajakarstwo         | C-1 1000 m mężczyzn                        |